# Brixia fasciata
Brixia fasciata är en insektsart som först beskrevs av Victor Antoine Signoret 1860.  Brixia fasciata ingår i släktet Brixia och familjen kilstritar.
Artens utbredningsområde är Madagaskar. Inga underarter finns listade i Catalogue of Life.